# Эскадренные миноносцы типа «Гамбург»
Эскадренные миноносцы типа «Гамбург» (Тип 101A) — были разработаны в конце 1950-х г.
Миноносцы типа 101A класса «Гамбург» были одними из первых кораблей, построенных для Военно-морского флота ФРГ после Второй мировой войны. Всего было построено четыре корабля.
Германия до вступления в НАТО довольствовалась немногочисленными старыми боевыми судами, выданными союзниками. Лишь в августе 1957 года командование бундесмарине предоставило программу развития ВМС, в которую вошла серия из 12 эсминцев типа 101. В строй вошли четыре корабля. Из всех эскадренных миноносцев побеждённых стран они в наибольшей степени отвечали послевоенным требованиям и, в отличие от японских, имели если не исключительно немецкое, то хотя бы европейское вооружение и оборудование.
Корабли несли смешанное противолодочное и противокорабельное вооружение. На момент постройки вооружённые четырьмя 100-мм артиллерийскими установками, бомбомётами и 533-мм торпедными аппаратами, они мало чем отличались от кораблей времён Второй мировой войны. В конце 1970-х годов прошли модернизацию с установкой четырёх ПУ ПКР Exocet на месте одной из кормовых башен и 40-мм артиллерийских установок «Breda». В настоящее время эсминцы типа «Гамбург» выведены из боевого состава Военно-морского флота, они были заменены новыми фрегатами класса F 124 (Фрегаты типа «Бранденбург»).

## Список эсминцев типа
| Название           | Бортовой номер | В составе ВМС | Примечания |
| ------------------ | -------------- | ------------- | ---------- |
| Hamburg            | D181           | 1964—1994     |            |
| Schleswig-Holstein | D182           | 1964—1994     |            |
| Bayern             | D183           | 1965—1993     |            |
| Hessen             | D184           | 1968—1990     |            |

## Галерея
- Schleswig-Holstein D182
- Hamburg D181
- Schleswig-Holstein на учениях вместе с линкором США Iowa (BB-61) 1986 г.